# Lenguas mzab-wargla
Los idiomas Mzab-Wargla o dialectos de oasis del norte del Sahara son un grupo dialectal de las lenguas zenati, dentro de las lenguas bereberes septentrionales. Se hablan en oasis dispersos de Argelia y Marruecos.

## Subclasificación
Kossmann (2013)
Martin Kossmann (2013) enumeró siete lenguas de los oasis del norte del Sahara":
- Bereber de Orán Sur
- Idioma gurara
- Idioma tuwat
- Idioma tidikelt
- Idioma mozabita
- Idioma ouargli
- Idioma tugurt

Ethnologue (2009)
En 'Ethnologue' 'XVI (2009), los idiomas "Mzab – Wargla" se enumeran como:
- Tagargrent (Wargli)
- Tamazight Temacino (Tugurt)
- Taznatit] ("Zenati": Gurara, Tuwat y Bereber de Orán Sur)
- Tumzabt ( mozabita)

A diferencia de Kossmann,  Ethnologue  considera el  dialecto bereber hablado en Tidikelt como una rama separada del grupo Zenati, distinta del idioma tuwat.
Blench (2006)
Roger Blench (2006) enumeró ocho variedades:
- Gurara
- Mozabita
- Wargla
- Tugurt
- Seghrušen
- Figuig
- Senhaja
- Iznasen

Sin embargo, Senhaja es en realidad un idioma  Atlas.

## Mapas lingüísticos

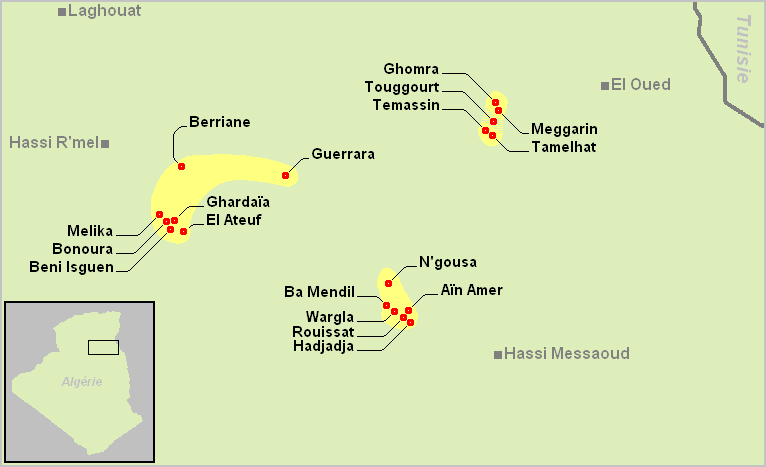
Mozabita, Wargla and Wad Righ
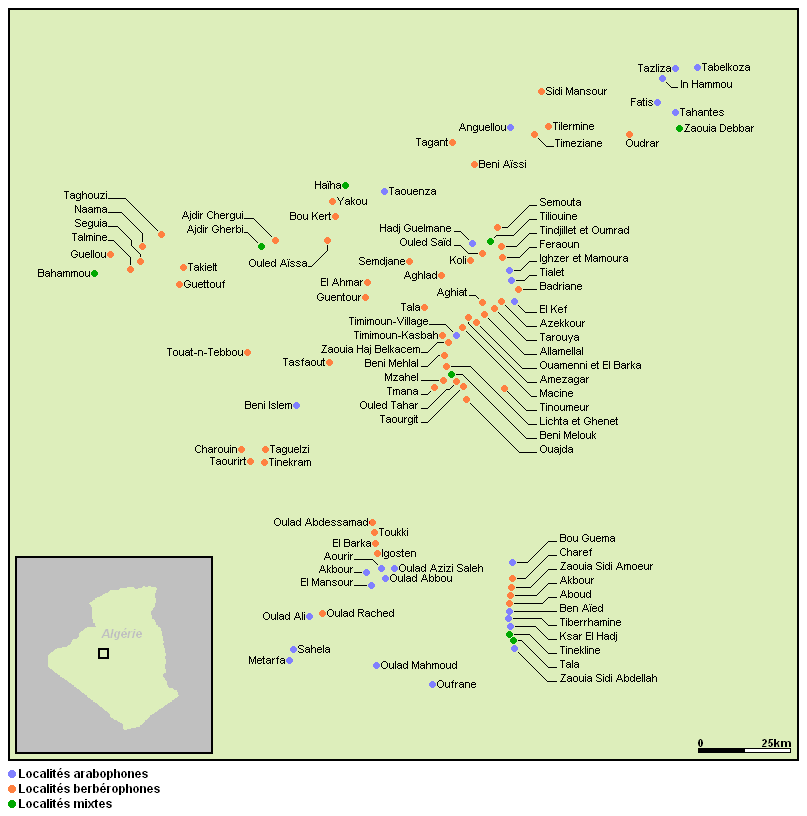
Gurara
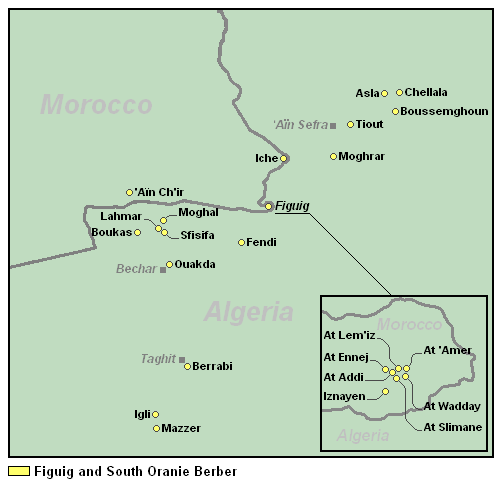
Bereber de Oran Sur